# Fabbrica Bolognese Motocicli
FBM (inicials de Fabbrica Bolognese Motocicli), de vegades escrit F.B.M., fou una empresa italiana fabricant de motocicletes i motors de combustió amb seu a Bolonya que tingué activitat entre el 1951 i el 1956.
L'empresa va ser fundada per Franco Morini (nebot de l'amo de Moto Morini Alfonso Morini) i Vittorio Minarelli, tots dos, tècnics brillants que ben aviat van esdevenir uns dels empresaris italians més reeixits en l'àmbit de la producció de motors de dos temps.

## Història
FBM va néixer per a produir motocicletes i motors per a tercers. Al seu primer any d'activitat, l'empresa comptava amb set empleats -entre ells els dos fundadors- i un sol client, el fabricant de Milà Guazzoni, que els havia encarregat la construcció d'un model de 250 cc i un de 125 cc de dos temps en versions Turisme, Sport i Super Sport. FBM va produir unes 50 unitats del primer model i unes 500 del segon, en diverses versions, però la irregularitat i la inestabilitat de les comandes van empènyer els socis a endegar la producció independent de motocicletes, juntament amb la que feien per a tercers.
La producció sota la marca FBM va començar l'any 1952 amb la motocicleta lleugera "Gabbiano", equipada amb un motor de dos temps de 125 cc muntat sobre un bastidor tubular del tipus monobiga. Posteriorment va ser el torn del "Vampire", aquest equipat amb un motor de quatre temps de 200 cc. El 1955, davant l'interès generalitzat pels motors i tenint en compte la multitud de petites empreses de fabricació i muntatge que van néixer en aquells anys, FBM va provar també la producció de motors de quatre temps de 175 cc i sobretot de dos temps de 50 cc per a subministrar-los a tercers. Així va néixer el "Pettirosso", un motor de dos temps de dues velocitats amb accionament per cable destinat a convertir-se en el motor de ciclomotor més estès a Europa, seguit de la versió de tres velocitats anomenada "P3". El futur empresari de motocicletes Erio Testi també va participar en l'evolució d'aquest darrer com a jove ajudant de Minarelli.
A finals de 1956, els fundadors de FBM van decidir de separar-se a causa d'unes "diferències" mai aclarides, probablement per les dificultats comprensibles de convivència, en una mateixa empresa, de dos talents tècnics i emprenedors semblants. En l'acord de separació, els dos exsocis van acordar dividir la cartera de clients de l'empresa, sense participar en competència mútua durant 12 mesos. Beta, el client més important, li va tocar a Morini i tots els altres a Minarelli, atès que ambdues porcions eren equivalents pel que fa al nombre de comandes.
Després d'una breu fase de convivència, Morini es va traslladar a Zola Predosa, ben a prop de Casalecchio di Reno, per a crear Morini Franco Motori, mentre que Minarelli va romandre a l'empresa original, que va rebatejar com "FB Minarelli" (l'actual Motori Minarelli). Ambdues noves empreses es van especialitzar en la construcció de motors de dos temps de petita cilindrada, aconseguint un èxit generalitzat i merescut i convertint-se, en pocs anys, en dos autèntics gegants industrials de la producció mundial de "dos temps".